# Dionizów
Dionizów [djɔˈnizuf] est un village polonais de la gmina de Zduńska Wola dans le powiat de Zduńska Wola et dans la voïvodie de Łódź. Il se situe à environ 4 kilomètres au nord de Zduńska Wola et à 38 kilomètres au sud-ouest de Łódź.
Le village compte approximativement 80 habitants.